# Домостроительная улица (Санкт-Петербург)
Домострои́тельная улица — меридиональная улица в нежилой зоне Парнас Выборгского района Санкт-Петербурга. Проходит от Верхней улицы до проспекта Культуры по оси проспекта Художников. Параллельна проспекту Энгельса и 2-му Верхнему переулку. По Домостроительной улице проходит граница между муниципальными округами № 15 и Парнас.

## История
Улица получила название 15 июня 1976 года по Домостроительному комбинату № 7. До этого неофициально называлась Центральной улицей.

## Пересечения
С юга на север (по увеличению нумерации зданий) Домостроительную улицу пересекают следующие улицы:
- Верхняя улица — примыкание;
- 3-й Верхний переулок — примыкание;
- 4-й Верхний переулок — примыкание;
- 5-й Верхний переулок — пересечение;
- 6-й Верхний переулок — примыкание;
- проспект Культуры — Домостроительная улица примыкает к нему.

## Транспорт
Ближайшие к Домостроительной улице станции метро — «Парнас» (около 1,8 км по 3-му Верхнему переулку) и «Проспект Просвещения» (около 1,8 км по прямой от начала улицы) 2-й (Московско-Петроградской) линии.
По улице проходят автобусные маршруты № 113, 139.
У начала улицы находится грузовая железнодорожная станция Парнас.

## Общественно значимые объекты
- транспортно-логистический комплекс «Интертерминал Парнас» (напротив примыкания 3-го Верхнего переулка) — дом 1;
- бизнес-центр «Парнас» — дом 4, литера А;
- ОАО «УМ-260» — 3-й Верхний переулок, дом 5;[уточнить]
- ООО «Вальд» (у пересечения с 5-м Верхним переулком) — дом 14, литера А;
- ОАО «Завод по производству Систем Программного Управления» (у примыкания 6-го Верхнего переулка) — дом 16.